# Rebbachisaurus
Rebbachisaurus là một chi khủng long, được Lavocat mô tả khoa học năm 1954.